# Lužná, Vsetín
Lužná là một làng thuộc huyện Vsetín, vùng Zlínský, Cộng hòa Séc.